# Harald Nielsen
Harald Ingemann Nielsen (ur. 26 października 1941 we Frederikshavn, zm. 11 sierpnia 2015 w Klampenborgu) – duński piłkarz występujący na pozycji napastnika.

## Kariera klubowa
Harald Nielsen zawodową karierę rozpoczynał w 1959 roku w klubie Frederikshavn fI. W debiutanckim sezonie rozegrał dla niego 21 pojedynków w drugiej lidze duńskiej i strzelił 19 goli. Tyle samo bramek zdobył również w kolejnym sezonie, w którym Frederikshavn fI wywalczyło sobie awans do pierwszej ligi.
W 1961 roku Nielsen przeprowadził się do Włoch, gdzie podpisał kontrakt z Bologną. W sezonie 1963/1964 zdobywając 19 bramek został najlepszym strzelcem rozgrywek wspólnie z Pedro Manfredinim z Romy. W sezonie 1964/1965 duński napastnik ponownie został królem strzelców Serie A, oprócz tego wywalczył z Bologną siódme w historii klubu mistrzostwo kraju. Łącznie barwy "Rossoblu" Nielsen reprezentował przez sześć sezonów, w trakcie których wystąpił w 157 ligowych spotkaniach i zdobył 81 goli.
Sezon 1967/1968 Duńczyk spędził w Interze Mediolan, z którym zajął piąte miejsce w ligowej tabeli. W kolejnych rozgrywkach był już graczem SSC Napoli, a latem 1969 roku trafił do Sampdorii. Rozegrał dla niej cztery ligowe pojedynki, po czym zakończył piłkarską karierę.

## Kariera reprezentacyjna
W reprezentacji Danii Nielsen zadebiutował 13 września 1959 w wygranym 4:2 meczu z Norwegią, w którym zdobył jednego z goli. Rok później Nielsen wziął udział w Igrzyskach Olimpijskich w Rzymie. Razem z drużyną narodową wywalczył na nich srebrny medal, a z sześcioma golami na koncie wspólnie z Borivoje Kosticem zajął drugie miejsce w klasyfikacji najlepszych strzelców. Łącznie dla reprezentacji Danii Nielsen w 14 występach zdobył 15 goli. W 1971 roku Duński Związek Piłki Nożnej uznał go najlepszym zawodnikiem w kraju.

## Inne
Po zakończeniu kariery piłkarskiej Nielsen otworzył firmę, która importowała włoskie skóry do Skandynawii. W 1992 roku Duńczyk został prezesem nowo powstałego klubu FC København i funkcję tę pełnił do 1997 roku. Wcześniej był aktorem, zagrał w filmach Far til fire med fuld musik oraz La Paloma.